# 倉橋正直
倉橋 正直（くらはし まさなお、1943年6月3日 - ）は、日本の中国史学者、愛知県立大学名誉教授。
静岡県生まれ。東京大学文学部東洋史学科卒、同大学院人文科学研究科博士課程満期退学。愛知県立女子短期大学助教授、教授、愛知県立大学教授。2009年定年退任、名誉教授。娼婦・従軍慰安婦、阿片に関心が高い。

## 著書
- 『北のからゆきさん』共栄書房 1989
- 『からゆきさんの唄』共栄書房 1990
- 『島原のからゆきさん 奇僧・広田言証と大師堂』共栄書房 1993
- 『従軍慰安婦問題の歴史的研究 売春婦型と性的奴隷型』共栄書房 1994
- 『日本の阿片戦略 隠された国家犯罪』共栄書房 1996
- 『日本の阿片王 二反長音蔵とその時代』共栄書房 2002
- 『阿片帝国・日本』共栄書房 2008
- 『従軍慰安婦と公娼制度 従軍慰安婦問題再論』共栄書房 2010
- 『戦争と日本人 日中戦争下の在留日本人の生活』共栄書房 2015

### 共編
- 『社会主義論の講義テキスト』編 花伝社 1986
- 『20世紀中国と日本』池田誠、副島昭一,西村成雄共編 法律文化社 1996
- 『十五年戦争極秘資料集 補巻 11 二反長音蔵・アヘン関係資料』編 不二出版 1999
- 『十五年戦争極秘資料集 補巻 21 ベンゾイリン不正輸入事件関係資料』編 不二出版 2003

## 論文
- 倉橋正直「義和団運動について」『歴史学研究』第360号、績文堂出版、1970年5月、36-40頁、ISSN 03869237、CRID 1520853833600541824。
- 倉橋正直「清末の商会と中国のブルジョアジー」『歴史学研究』別冊特集、績文堂出版、1976年11月、117-126頁、ISSN 03869237、CRID 1520009408270058368。
- 倉橋正直「営口の巨商東盛和の倒産」『東洋学報』第63巻1・2、東洋文庫、1981年12月、167-200頁、ISSN 0386-9067、CRID 1050845763784325376。
- 倉橋正直「江口圭一編著『資料 日中戦争期阿片政策 : 蒙疆政権を中心に』」『史学雑誌』第95巻第9号、史学会、1986年、1500-1508頁、doi:10.24471/shigaku.95.9_1500、ISSN 00182478、CRID 1390282680112939776。
- 倉橋正直「満州婦人救済会と益富政助」『歴史学研究』第598号、績文堂出版、1989年10月、36-49頁、ISSN 03869237、CRID 1520572358312193024。
- 倉橋正直「救世軍による満州への「女中の輸出」の企て」『愛知県立大学文学部論集. 一般教育編』第39号、愛知県立大学文学部、1990年、86-51頁、ISSN 13425803、CRID 1520853832736262528。
- 倉橋正直「近代日本の公娼制度」『歴史評論』第540号、歴史科学協議会、1995年4月、63-75頁、ISSN 03868907、CRID 1520290883560952448。
- 倉橋正直「愛知の戦争資料館建設問題」『歴史の理論と教育』第103号、名古屋歴史科学研究会、1999年1月、18-24頁、ISSN 02874393、CRID 1520010381265364224。
- 倉橋正直「小浜正子報告」『歴史評論』第587号、歴史科学協議会、1999年3月、84-87頁、ISSN 03868907、CRID 1520853834399349632。
- 倉橋正直「阿片から見た日中関係」『季刊中国 : 研究誌』第57号、『季刊中国』刊行委員会、1999年6月、2-15頁、ISSN 09155341、CRID 1522543655113460864。
- 倉橋正直「「満州国」をめぐる三つのウソ」『季刊中国 : 研究誌』第63号、『季刊中国』刊行委員会、2000年、14-21頁、ISSN 09155341、CRID 1520573331126313088。
- 倉橋正直「<研究ノート>大連におけるベンゾイリン不正輸入事件」『紀要. 地域研究・国際学編』第34巻、2002年3月、151-161頁、doi:10.15088/00000791、ISSN 13420992、CRID 1390572174575646720。
- 倉橋正直「戦時中の阿片増産計画 : 和歌山県と大阪府の場合」『紀要. 地域研究・国際学編』第38巻、2006年3月、107-127頁、doi:10.15088/00000834、ISSN 13420992、CRID 1390009224622223616。
- 倉橋正直「戦時下、阿片増産運動の全国的展開」『紀要. 地域研究・国際学編』第39巻、2007年、149-167頁、doi:10.15088/00000861、ISSN 13420992、CRID 1390853649552400128。
- 倉橋正直「満州国で捕虜になったB29搭乗員の証言」『キリスト教社会問題研究』第57巻、同志社大学人文科学研究所、2008年12月、243-266頁、doi:10.14988/pa.2017.0000011519、ISSN 0450-3139、CRID 1390009224913181184。
- 倉橋正直「駐留部隊と在留日本人商人との「共生」:満州国熱河省凌源県の事例」『紀要. 地域研究・国際学編』第41巻、2009年、45-66頁、doi:10.15088/00000892、ISSN 13420992、CRID 1390853649552409984。